# Amazon Kindle
Amazon Kindle е серия от четци за Е-книги, проектирана и продавана от Amazon. Устройството позволява на потребителя да разглежда, закупува, изтегля и чете електронни книги, вестници, списания и други цифрови медии чрез Wi-Fi от едноименния онлайн магазин. Хардуерната платформа е разработена от дъщерната компания Amazon Lab126 и започва пътя си като едно единствено устройство през 2007 г., а впоследствие се разраства до цяла поредица от такива. Към март 2018 г. магазинът на платформата разполага с над 6 милиона електронни книги в САЩ.
Дисплейната технология на Kindle устройствата използва електронна хартия, като последното поколение използват 16 нюанса сиво за имитиране на вида на истинска хартия при минимална консумация на енергия. Устройството може да бъде свързано с Интернет. Първоначално Kindle са налични само в САЩ, но от октомври 2009 г. компанията предлага започва да предлага четците си и в други държави.
Конкуренти на Kindle са други устройства на базата на електронната хартия: Sony Reader, Barnes & Noble Nook, PocketBook Reader, iRex iLiad и други.
Базовото програмно осигуряване на Kindle работи на базата на ядрото Linux за платформата ARM.

## Устройства
| Модел Kindle        | Дата на издаване  |
| ------------------- | ----------------- |
| Kindle 1            | ноември 2007 г.   |
| Kindle 2            | февруари 2009 г.  |
| Kindle DX           | юни 2009 г.       |
| Kindle DX Graphite  | юли 2010 г.       |
| Kindle 3            | август 2010 г.    |
| Kindle 4            | септември 2011 г. |
| Kindle Touch        | септември 2011 г. |
| Kindle 5            | септември 2012 г. |
| Kindle Paperwhite 1 | октомври 2012 г.  |
| Kindle Paperwhite 2 | септември 2013 г. |
| Kindle 7            | октомври 2014 г.  |
| Kindle Voyage       | октомври 2014 г.  |
| Kindle Paperwhite 3 | юни 2015 г.       |
| Kindle Oasis        | април 2016 г.     |
| Kindle 8            | юни 2016 г.       |
| Kindle Oasis 2      | октомври 2017 г.  |
| Kindle Paperwhite 4 | ноември 2018 г.   |
| Kindle 10           | март 2019 г.      |
| Kindle Oasis 3      | юли 2019 г.       |

## Критика
Amazon има възможността по своя преценка да премахва достъпа до книгите, закупени от Amazon. Така, например, бяха премахнати книгите на Джордж Оруел „Фермата на животните“ и „1984“, тъй като компанията нямаше правото да разпространява тези книги (парите бяха върнати на купувачите).

## В културата
С устройството Kindle (най-вероятно, Kindle 2) е свързан сюжета на разказа „Ур“ на Стивън Кинг.